# 免疫記憶
免疫记忆是指免疫系统能快速识别机体先前遇到的抗原并启动相应的免疫應答。通常人體对同一抗原會有二级、三级和其他后续的免疫反应。免疫记忆是疫苗接種起效的基础。 在人體對抗原有了初级免疫反应之后就會產生免疫记忆。在记忆B细胞识别抗原后，它会向附近的T细胞傳遞MHC Ⅱ类分子複合物。在初级免疫反应消失后，觸發免疫反应的效应细胞暫時消失。然而先前在体内产生的抗体仍未消失。除了在体内形成的抗体外，还有少量的记忆T細胞和记忆B细胞。在這些細胞随后遇到相同的抗原时，它們能够立即作出反应并消除抗原。记忆细胞的寿命很长，在体内可留存数十年。 